# Nacho Martínez García
José Ignacio Martínez García (Madrid, 7 de marzo de 1989), conocido deportivamente como Nacho, es un futbolista profesional español que juega de defensa en las filas del F. C. Cartagena de la Primera Federación.

## Trayectoria
Nacho debutó en 2008 en las filas del Alcobendas Sport de Tercera División, tras salir de la cantera del Atlético de Madrid. De ahí pasó al filial del C. A. Osasuna, jugando dos años en el Osasuna Promesas (2009-2011). Posteriormente militó una campaña en el Getafe C. F. "B", pasando en verano de 2012 al Rayo Vallecano de Madrid "B". Los tres equipos filiales se encontraban en Segunda División B.
El 31 de octubre debutó con el primer equipo rayista en un partido de Copa del Rey ante la U. D. Las Palmas. El 24 de noviembre de 2012 debutó en Primera División, en el partido Rayo Vallecano - R. C. D. Mallorca (2-0) y lo hizo como titular. Un mes después anotaría su primer gol en Primera, en el partido Rayo Vallecano - Levante U. D. (3-0). En cinco campañas en el primer equipo disputó un total de 87 partidos, en los que anotó dos goles. Nacho fue un jugador bastante utilizado para Paco Jémez durante las cuatro temporadas que el lateral estuvo en Primera División. En la temporada 2016-17, ya con el equipo madrileño en Segunda División y un nuevo técnico, su participación se vio reducida a doce partidos por la irrupción de Álex Moreno.
El 6 de julio de 2017 se confirmó su fichaje por el Real Valladolid de Segunda División, para dos temporadas, tras haber finalizado su anterior contrato. En la temporada 2017/18 consiguió el ascenso a Primera División. Fue titular en las primeras seis jornadas, pero perdió el puesto durante varios meses. En abril, con la llegada de Sergio, volvió a ser titular en el tramo final de Liga y en los play-offs de ascenso. En la temporada 2018/19 regresó a Primera División como lateral izquierdo del Real Valladolid. Su arranque de temporada fue excepcional, llegando a ser reconocido por algunos medios como el mejor lateral izquierdo de las grandes ligas europeas. En ese tiempo logró un bello tanto de volea desde fuera del área, en la jornada 6 ante el Levante, y varias asistencias de gol.
Al término de la temporada 2021-22 abandonó el club vallisoletano después de cinco años en los que jugó 141 partidos. Entonces siguió su carrera en el C. D. Tenerife, firmando el 13 de julio un contrato por dos temporadas. En ese periodo de tiempo disputó 67 encuentros en la Segunda División y quedó libre al expirar su contrato. Desde entonces estuvo sin equipo y en febrero de 2025 empezó a entrenar con el F. C. Cartagena antes de firmar hasta el final de la campaña. Participó en catorce partidos y, a pesar del descenso a Primera Federación, renovó por un año más.

## Clubes
- Actualizado a 1 de junio de 2025.

| Club                  | País          | Año           | Partidos | Goles |
| --------------------- | ------------- | ------------- | -------- | ----- |
| Alcobendas Sport      | España        | 2008-2009     |          |       |
| C. A. Osasuna "B"     | España        | 2009-2011     | 60       | 0     |
| Getafe C. F. "B"      | España        | 2011-2012     | 32       | 3     |
| Rayo Vallecano "B"    | España        | 2012-2013     | 18       | 2     |
| Rayo Vallecano        | España        | 2013-2017     | 87       | 2     |
| Real Valladolid C. F. | España        | 2017-2022     | 141      | 3     |
| C. D. Tenerife        | España        | 2022-2024     | 71       | 4     |
| F. C. Cartagena       | España        | 2025-         | 14       | 2     |
| Total carrera         | Total carrera | Total carrera | 423      | 16    |